# Hümme
Hümme war eine selbständige Gemeinde im nordhessischen Landkreis Kassel. Seit der hessischen Gebietsreform Anfang der 1970er Jahre ist Hümme ein Stadtteil der Stadt Hofgeismar.

## Geographie
Hümme liegt an der B 83 zwischen Hofgeismar und Trendelburg, etwa 20 km (Luftlinie) nördlich von Kassel. Die Bahnstrecke Kassel – Dortmund führt an Hümme vorbei, und Hümme hat einen eigenen Bahnhof.

## Geschichte

### Ortsgeschichte

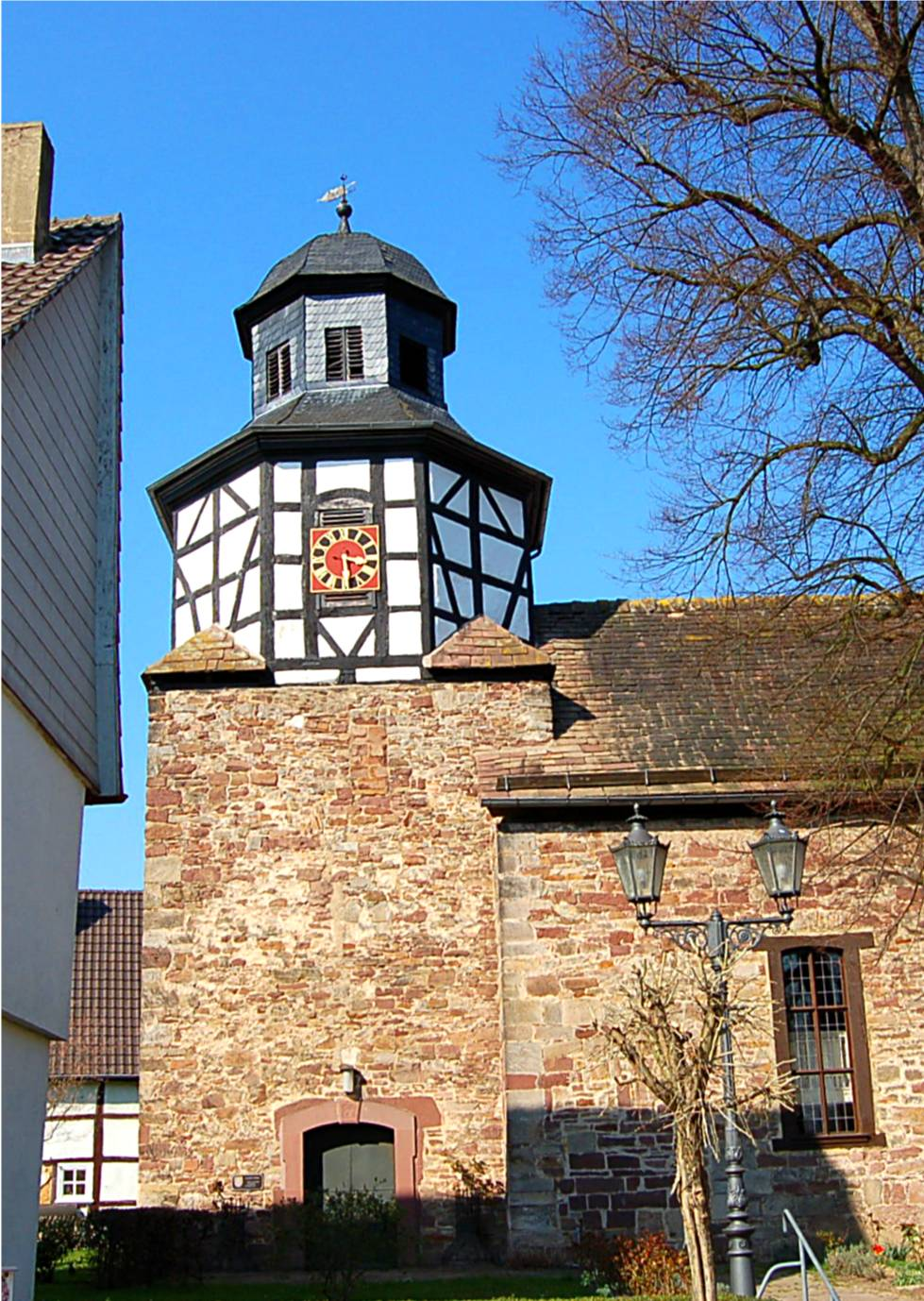
Evangelische Kirche Hümme

Hümme wird zu den ältesten Siedlungen im Kreis Hofgeismar gezählt. Die älteste bekannte schriftliche Erwähnung des Orts erfolgte unter dem Namen Hummi in einem Dokument des Klosters Corvey und wird in die Zeit 826–876 datiert. Nach 800 wurden, wie auch für andere Orte im Gebiet an der Esse und der Diemel, neue Grundherren in den geschichtlichen Quellen vermerkt. Neben den Herren von Eberschütz, den späteren Grafen von Schöneberg, begegnet man auch den Herren von Hummi. 
Um 1200 bestanden zwei Wirtschaftsgemeinschaften von Hümmer Bauern, je nach Zugehörigkeit zu ihrer Herrschaft, die Abgaben und Dienste zu leisten hatten. Im Jahre 1220 war Hümme Teil der Grafschaft Dassel. Adelheid, Tochter des Grafen Ludolf II. von Dassel, heiratete im gleichen Jahr Berthold von Schöneberg.
Nach der Zerstörung der ursprünglich zweigeteilten Ortschaft (Hümme und Haldungen am Mühlenberg) im Jahre 1462 bestellten die Bewohner zunächst von Hofgeismar aus ihre Äcker, bevor die Ortschaft neu aufgebaut wurde. Als erster evangelischer Pfarrer ist 1546 Conrad Lemming bekundet; einige Jahre zuvor war er Barfüßermönch in Hofgeismar. Nach dem Dreißigjährigen Krieg gab es 1654 in Hümme Meierhöfe und Erbländereien, die sich im erblichen Besitz von Bauern befanden.
Hessische Gebietsreform (1970–1977)
Am 31. Dezember 1970 wurde die bis dahin selbständige Gemeinde Hümme im Zuge der Gebietsreform in Hessen auf freiwilliger Basis in die Stadt Hofgeismar eingemeindet. Für Hümme, wie für alle durch die Gebietsreform nach Hofgeismar eingegliederten Gemeinden, wurde ein Ortsbezirk eingerichtet.

### Verwaltungsgeschichte im Überblick
Die folgende Liste zeigt die Staaten und Verwaltungseinheiten, denen Hümme angehört(e):
- 1013: Hessengau, Grafschaft des Dedico (in pago Hassi in comitatu Dediconis)
- Vor 1220: Im Teil der Grafschaft Dassel, den diese an die Herren von Schönenberg abtraten
- vor 1567: Heiliges Römisches Reich, Landgrafschaft Hessen, Amt Trendelburg
- ab 1567: Heiliges Römisches Reich, Landgrafschaft Hessen-Kassel, Amt Trendelburg
- ab 1654: Heiliges Römisches Reich, Landgrafschaft Hessen-Kassel, Amt Trendelburg
- ab 1806: Landgrafschaft Hessen-Kassel, Amt Trendelburg
- 1807–1813: Königreich Westphalen, Departement  der Fulda, Distrikt Kassel, Kanton Hofgeismar
- ab 1815: Kurfürstentum Hessen, Provinz Niederhessen, Amt Trendelburg[7]
- ab 1821/22: Kurfürstentum Hessen, Provinz Niederhessen, Kreis Hofgeismar[8][Anm. 2]
- ab 1848: Kurfürstentum Hessen, Bezirk Kassel
- ab 1851: Kurfürstentum Hessen, Provinz Niederhessen, Kreis Hofgeismar
- ab 1867: Königreich Preußen, Provinz Hessen-Nassau, Regierungsbezirk Kassel, Kreis Hofgeismar
- ab 1871: Deutsches Reich, Königreich Preußen, Provinz Hessen-Nassau, Regierungsbezirk Kassel, Kreis Hofgeismar
- ab 1918: Deutsches Reich, Freistaat Preußen, Provinz Hessen-Nassau, Regierungsbezirk Kassel, Kreis Hofgeismar
- ab 1944: Deutsches Reich, Freistaat Preußen, Provinz Kurhessen, Landkreis Hofgeismar
- ab 1945: Amerikanische Besatzungszone, Groß-Hessen, Regierungsbezirk Kassel, Landkreis Hofgeismar
- ab 1946: Amerikanische Besatzungszone, Hessen, Regierungsbezirk Kassel, Landkreis Hofgeismar
- ab 1949: Bundesrepublik Deutschland, Hessen, Regierungsbezirk Kassel, Landkreis Hofgeismar
- ab 1971: Bundesrepublik Deutschland, Hessen, Regierungsbezirk Kassel, Landkreis Hofgeismar, Stadt Hofgeismar[Anm. 3]
- ab 1972: Bundesrepublik Deutschland, Land Hessen, Regierungsbezirk Kassel, Landkreis Kassel, Stadt Hofgeismar

### Verkehrsgeschichte

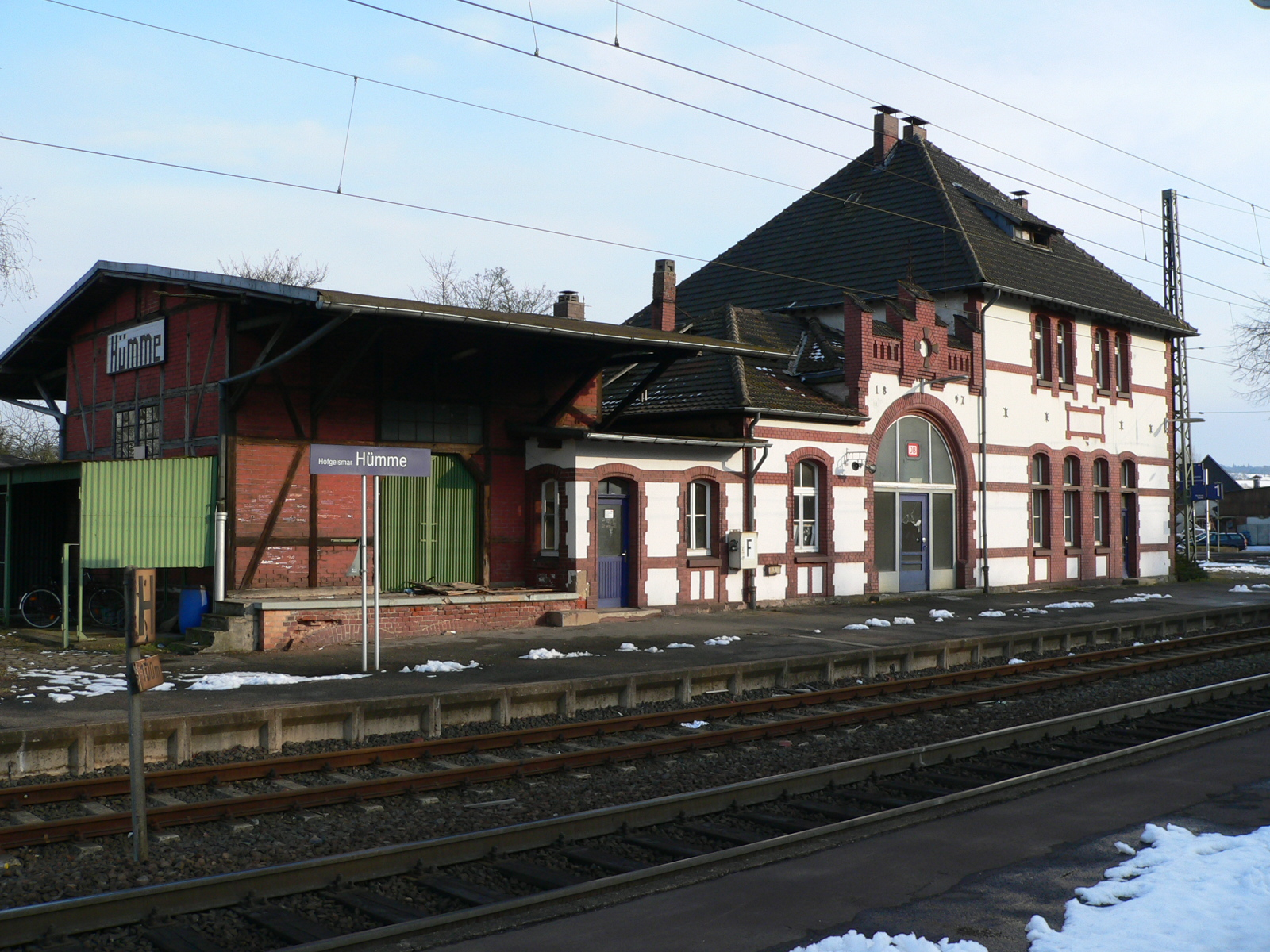
Bahnhof Hofgeismar-Hümme

Das erste Teilstück des Landgraf-Carl-Kanals auf der Strecke von Karlshafen über Helmarshausen und Trendelburg in Richtung Kassel war 1729 bis Hümme befahrbar. Der Kanal und Reste der Bauten sind am Ortsrand noch sichtbar. 
Die ursprünglich gute Verkehrslage an der alten Bremer Poststraße verlor der Ort, als die Straße ab 1730 über Schöneberg führte, offensichtlich, um das neu entstandene Bad Gesundbrunnen bei Hofgeismar anzubinden. Am 30. März 1848 wurde die Carlsbahn, eine Eisenbahnstrecke von Hümme nach Karlshafen, eröffnet. Gleichzeitig ging das 11,5 Kilometer lange Teilstück der Friedrich-Wilhelms-Nordbahn zwischen Hümme und Grebenstein in Betrieb. Ab dem 8. November 1848 war die Strecke von Karlshafen bis Kassel durchgehend befahrbar. Am 28. März 1851 wurde mit der Bahnstrecke Kassel–Warburg die Friedrich-Wilhelms-Nordbahn über Hümme in Richtung Warburg zur Stammstrecke der Königlich-Westfälischen Eisenbahn-Gesellschaft eröffnet. Beide Strecken waren die ersten Eisenbahnstrecken im Kurfürstentum Hessen-Kassel.
1897 erhielt der Bahnhof Hümme ein neues Empfangsgebäude. Dieses Gebäude und das Streckenwärterhaus bei Streckenkilometer 312,70 stehen unter Denkmalschutz. 2012 wurde bekannt, dass das Bahnhofsgebäude in ein Mehrgenerationenhaus umgebaut werden soll.
Als Dorf am Mühlenbach mit bäuerlichen Fachwerkhäusern präsentiert sich der Ort auf alten Ansichten zum Ende des 19. Jahrhunderts. Nach der Eröffnung der Eisenbahnstrecken kamen die Bahnarbeitersiedlung und kleinere Arbeiterhäuser hinzu.

## Bevölkerung

### Einwohnerstruktur 2011
Nach den Erhebungen des Zensus 2011 lebten am Stichtag dem 9. Mai 2011 in Hümme 1311 Einwohner. Darunter waren 21 (1,6 %) Ausländer. Nach dem Lebensalter waren 222 Einwohner unter 18 Jahren, 510 zwischen 18 und 49, 288 zwischen 50 und 64 und 294 Einwohner waren älter. Die Einwohner lebten in 579 Haushalten. Davon waren 168 Singlehaushalte, 195 Paare ohne Kinder und 150 Paare mit Kindern, sowie 51 Alleinerziehende und 15 Wohngemeinschaften. In 135 Haushalten lebten ausschließlich Senioren und in 369 Haushaltungen lebten keine Senioren.

### Einwohnerentwicklung
- 1455: 019 Wohnhäuser[2]
- 1585: 110 Haushaltungen[2]

| Hümme: Einwohnerzahlen von 1834 bis 2020 | Hümme: Einwohnerzahlen von 1834 bis 2020 | Hümme: Einwohnerzahlen von 1834 bis 2020 | Hümme: Einwohnerzahlen von 1834 bis 2020 | Hümme: Einwohnerzahlen von 1834 bis 2020 |
| --- | ---------------------------------------- | ---------------------------------------- | ---------------------------------------- | ---------------------------------------- |
| Jahr |                                          |                                          |                                          | Einwohner                                |
| 1834 | 1834                                     |                                          | 891                                      | 891                                      |
| 1840 | 1840                                     |                                          | 906                                      | 906                                      |
| 1846 | 1846                                     |                                          | 1.078                                    | 1.078                                    |
| 1852 | 1852                                     |                                          | 1.000                                    | 1.000                                    |
| 1858 | 1858                                     |                                          | 924                                      | 924                                      |
| 1864 | 1864                                     |                                          | 927                                      | 927                                      |
| 1871 | 1871                                     |                                          | 934                                      | 934                                      |
| 1875 | 1875                                     |                                          | 965                                      | 965                                      |
| 1885 | 1885                                     |                                          | 968                                      | 968                                      |
| 1895 | 1895                                     |                                          | 944                                      | 944                                      |
| 1905 | 1905                                     |                                          | 894                                      | 894                                      |
| 1910 | 1910                                     |                                          | 916                                      | 916                                      |
| 1925 | 1925                                     |                                          | 1.000                                    | 1.000                                    |
| 1939 | 1939                                     |                                          | 977                                      | 977                                      |
| 1946 | 1946                                     |                                          | 1.768                                    | 1.768                                    |
| 1950 | 1950                                     |                                          | 1.723                                    | 1.723                                    |
| 1956 | 1956                                     |                                          | 1.475                                    | 1.475                                    |
| 1961 | 1961                                     |                                          | 1.400                                    | 1.400                                    |
| 1967 | 1967                                     |                                          | 1.481                                    | 1.481                                    |
| 1970 | 1970                                     |                                          | 1.516                                    | 1.516                                    |
| 1990 | 1990                                     |                                          | 1.562                                    | 1.562                                    |
| 2000 | 2000                                     |                                          | 1.644                                    | 1.644                                    |
| 2005 | 2005                                     |                                          | 1.582                                    | 1.582                                    |
| 2010 | 2010                                     |                                          | 1.455                                    | 1.455                                    |
| 2011 | 2011                                     |                                          | 1.311                                    | 1.311                                    |
| 2015 | 2015                                     |                                          | 1.389                                    | 1.389                                    |
| 2020 | 2020                                     |                                          | 1.362                                    | 1.362                                    |
| Datenquelle: Historisches Gemeindeverzeichnis für Hessen: Die Bevölkerung der Gemeinden 1834 bis 1967. Wiesbaden: Hessisches Statistisches Landesamt, 1968. Weitere Quellen: bis 1970:; nach 1970: Stadt Hofgeismar; Zensus 2011 |                                          |                                          |                                          |                                          |

### Historische Religionszugehörigkeit
| • 1885: | 954 evangelische (= 98,55 %), 11 katholische (= 1,14 %), 3 jüdische (= 0,31 %) Einwohner |
| • 1961: | 1107 evangelische (= 79,07 %), 275 katholische (= 18,64 %) Einwohner                     |

## Politik
Für den Stadtteil Hümme besteht ein Ortsbezirk mit Ortsbeirat und Ortsvorsteher nach der Hessischen Gemeindeordnung. Er umfasst das Gebiet der ehemaligen Gemeinde Hümme.
Der Ortsbeirat besteht aus neun Mitgliedern. Bei den Kommunalwahlen in Hessen 2021 betrug die Wahlbeteiligung zum Ortsbeirat 54,60 %. Dabei wurden gewählt: fünd Mitglieder der SPD und vier Mitglieder der CDU. Der Ortsbeirat wählte Ingo Pies (SPD) zum Ortsvorsteher.

## Persönlichkeiten
- Wilhelm Hugues (1905 – 1971), Bildhauer und Maler, starb in Hümme
- Hartmut Gründler (1930 – 1977), Umweltschützer, geboren in Hümme